# Estación Francisco Murature
Francisco Murature es una estación ferroviaria del Ferrocarril Domingo Faustino Sarmiento de la red ferroviaria argentina, en el ramal que une las estaciones de Huinca Renancó y Darreguiera.

## Ubicación geográfica
Se ubica en la localidad de La Pala, Partido de Adolfo Alsina, Provincia de Buenos Aires, República Argentina.

## Servicios
No presta servicios de pasajeros. Sus vías están concesionadas a la empresa de cargas Ferroexpreso Pampeano